# Сокіл (Marvel Comics)
Сокіл (англ. Falcon), повне ім'я — Семюель Томас Вілсон (англ. Samuel Thomas Wilson) — вигаданий персонаж, супергерой з коміксів, публікованих видавництвом Marvel Comics.
Сокіл є одним із перших темношкірих супергероїв, другим після Чорної Пантери, який родом з вигаданої африканської країни Ваканди. Незважаючи на те, що Сокіл спочатку не володів будь-якими надздібностями і був другорядним персонажем, він дебютував майже на три роки раніше Люка Кейджа, першого афроамериканця- супергероя Marvel, що став головним героєм серії, і майже на шість років раніше Шторм, яка стала першою темношкірою жінкою-супергероїню Marvel Comics, а також став першим супергероєм африканського походження, в псевдонімі якого не було слова «чорний», і передував в цьому плані Зеленому Ліхтарю Джону Стюарту, випередивши його на два роки.
Покійний племінник Сокола і колишній напарник Халка, Джим Вілсон, був одним з перших персонажів коміксів, які страждали СНІДом. Батько Джима Вілсона, Гідеон Вілсон — старший брат Сокола.

## Історія публікацій
Семюель Вілсон був створений письменником Стеном Лі і художником Джоном Коланом і вперше з'явився у випуску Captain America #117 у вересні 1969 року. Спочатку, він часто працював у команді з Капітаном Америкою і навіть став членом Месників. У випуску Captain America #186, письменник Стів Енглхарт змінив деякі деталі минулого Вілсона. Раніше вважалося, що Сокіл — колишній соціальний працівник, який вирішив вивчити внутрішнє життя міської молоді. Енглхарт ж змінив його походження: за його версією, Сокіл був колишнім злочинцем і злодієм, чиї спогади були змінені Космічним Кубом. Така зміна зазнала критики і рідко береться до уваги в сучасному всесвіті Marvel.
Недовгий час Сокіл був членом команди Захисників, у випусках #62-64 однойменної серії, з серпня по жовтень 1978 року. У 1979—1980 роках Сокіл став членом Месників і з'являвся в їх складі у випусках #183-194. Ухвалення Вілсона у команду було обґрунтовано бажанням добитися расової різноманітності у складі, що було позитивно сприйнято читачами.
У 1983 році була випущена мінісерія з чотирьох випусків, присвячена Соколу, під авторством Джима Оуслі. Перший номер серії був ілюстрований художником Полом Смітом, а три останніх — Марком Брайтом. У серії розповідається, що Сокіл — мутант, і мав крила від народження, але такий варіант біографії не отримав продовження.
Пізніше, Сокіл став регулярним персонажем Captain America vol. 2, в період з 1996 по 1997 рік, а також з'явився в складі Месників в Avengers vol. 3 #1. (лютий, 1998). Цього разу він залишився у складі надовго, аж до номера #57 (жовтень, 2002), і став одним з найпомітніших членів команди. У той же час він з'явився як другорядний персонаж в Captain America vol. 4 (червень, 2002 — грудень 2004).
У 2005 році недовго випускалася серія Captain America and the Falcon, де головними персонажами були Сокіл і Капітан Америка. Після подій сюжетної лінії «Розпад Месників», коли Багряна Відьма тимчасово повернула його особу злочинця, Сокіл з'явився як другорядний персонаж в Captain America vol. 5 (січень 2005 — липень 2009). На даний момент, Сокіл — один з першорядних персонажів серії, яка відновила свою стару нумерацію, починаючи з Captain America #600 в серпні 2009 року.

## Вигадана біографія
Сем виріс в жорсткому районі Гарлемі. Його батько, священик, був убитий, намагаючись зупинити бійку. Сем зробив все можливе, щоб спробувати робити правильні речі, але коли його мати була вбита грабіжниками два роки потому, горе і гнів Сема поглинули його і в кінцевому рахунку привели його на злочинний шлях. Він узяв собі ім'я «Снеп» Вілсон і став рекетиром.
Літак, на якому Сем летів в Ріо-де-Жанейро, розбився на віддаленому острові Карибського моря, де переховувався Червоний Череп і його поплічники. Червоний Череп спробував використати Вілсона як пішака проти Капітана Америки, який займався пошуком лиходія на острові. Череп розсудив, що ідеалізм Вілсона міг би звернутися до того, щоб стати партнером Капітана Америки в боротьбі зі злочинністю. Потім, на більш пізньому етапі, Череп зможе використовувати Вілсона проти свого ворога. Він використав Космічний Куб, щоб повернути «Снепа» в Сема і дати Сему здатність телепатично спілкуватися з птахами, особливо з птахом на ім'я Редвінг, яку Вілсон купив. Сем допоміг Капітану Америці перемогти Черепа і справді став його партнером, взявши ім'я Сокіл.
Повернувшись до Нью-Йорку, Вілсон став одним з найвірніших борців зі злочинністю в Гарлемі і регулярним союзником Капітана Америки. У своєму звичайному житті він став соціальним працівником і захищав вулиці свого рідного міста як в костюмі, так і без нього. Вілсон на короткий час прийняв особистість Капітана Америки, коли здавалося, що той був убитий. Вілсон під маскою Сокола був атлетом, який пересувався по дахах, поки Чорна пантера не надав йому технології Ваканди, які дозволили йому по-справжньому літати.
Особистість «Снепа» залишалася затопленою, але кілька років тому він згадав про своє кримінальне минуле, коли проходив шокову терапію в штаб-квартирі Щ.И.Т.. Як тільки його колишні злочинні партнери дізналися про це, вони напали на нього, але Вілсон і Капітан Америка відбили атаку.
На більш пізньому етапі Вілсону запропонували членство в Месниках, але він відмовився і повернувся до своєї соціальної роботи, але з нагоди допомагав Месникам як їх тимчасовий член. Вілсон допоміг Месникам в боротьбі з Натиском і, здавалося, приніс себе в жертву, щоб зупинити загрозу. Насправді він був поміщений в інший вимір і пізніше був відновлений з іншими членами Месників. Він повернувся до свого життя, як соціальний працівник і за сумісництвом авантюрист. Допоміг Месникам у реорганізації команди після короткого періоду їх розпуску.
Коли Месникам був наданий спеціальний дипломатичний статус Організацією Об'єднаних Націй, вони також створили Маєток Месників як окреме посольство з Генрі Гайрічем як послом. Вілсона попросили повернутися в діючу армію Месників, зокрема, щоб він міг стежити за Гайрічем, який часто мав сумнівні стосунки з Месниками протягом довгих років. Відносини Вілсона і Гайріча зрештою переросли в поважні, і разом вони допомогли розкрити змову Червоного Черепа — проникнути в американський уряд.

## Сили і здібності

### Сили
Під час своїх перших появ Сем володів телепатичним зв'язком з птахом на ім'я Редвінг, про що згадував Професор Ікс в Captain America #174. Пізніше, Червоний Череп виявляє, що він використовував Космічний Куб, щоб створити зв'язок між Семом Вілсоном і Редвінгом. Вілсон здатний спілкуватися з ним на відстані багатьох метрів, а також бачити його очима те, що бачить він. Пізніше він виявив, що може спілкуватися не тільки з Редвінгом, але і з іншими птахами: «У мене більше шести мільйонів пар очей в Сполучених Штатах». Він використовував це для швидкого пошуку по Нью-Йорку двох викрадених дітей, а також щоб шпигувати за сенатором Делл Раском, яким насправді виявився Червоний Череп. Також, він здатний одержувати доступ до пам'яті птахів і переглядати те, що вони бачили в минулому. Кілька разів він показував свою здатність з управління птахами, наприклад, він телепатично закликав птахів з різних околиць, і ті увірвалися у вікно і напали на Червоного Черепа.
Крім телепатії, Сем у відмінній фізичній формі. Він володіє навичками акробатики, рукопашного бою, а також бою в повітрі, чого він досяг частими тренуваннями у своєму костюмі, який дозволяє літати.

### Костюм і спорядження
Сокіл носив костюм, який покритий тонким шаром титану, а також шаром сенсорів, які здатні вловлювати сонячну енергію і перетворювати її в електрику для живлення мініатюрної реактивної турбіни, вбудованої в костюм і чоботи. Пізніше ця турбіна була зламана в Captain America and the Falcon #2 в 2004 році, і Чорна Пантера передав йому новий костюм в подяку за надану допомогу. Костюм був сконструйований інженерами Ваканди і включає в себе:
- Потужні крила на спині, що дають можливість літати. Розмах крил досягає 50 футів, можуть змінювати свій розмір, конфігурацію і зовнішній вигляд, завдяки голографічній технології. Крила телепатично керуються Соколом через систему в його масці, а також працюють від спеціальної турбіни, яка дає йому можливість різко прискорюватися.
- GPS-випромінювач радіоелектронного придушення, який блокує супутникове і інфрачервоне стеження.
- Зовнішнє покриття з вібраніума, яке робить Сокола невразливим для куль або вогню.[6]
- Додаткові пристосування на зразок кігтів, прихованих в рукавичках, або гачка.
- Маска костюма оснащена системою інфрачервоного і нічного бачення та датчиками, які дозволяють Соколу бачити навколо себе на 360 °.

## Поза коміксів
- Сокіл разом зі своєю птицею Редвінгом з'явився як один із членів Месників у мультсеріалі «Месники. Завжди разом» (1999—2000), де був озвучений Мартіном Роачем.
- Разом з птахом він з'явився в «The Super Hero Squad Show», де був озвучений актором Алімі Баллардом, а Редвінг — Стівеном Блумом.[7]
- Сокіл з'явився як лиходій в дев'ятій серії другого сезону мультсеріалу «Месники: Могутні Герої Землі».[8] В останній серії мультсеріалу він був показаний героєм і брав участь з іншими супергероями Землі в битві з Галактусом.
- У фільмі «Перший месник: Друга війна» Сокіл є союзником Капітана Америки. Його роль виконує актор Ентоні Макі.[9]
- Сокіл (знову у виконанні Ентоні Макі) з'явився в кроссовері «Месники: Ера Альтрона»[10]. Він з'являється на вечірці в маєтку Месників з нагоди перемоги над Г. І. Д. Р. О. Ю.. В кінці фільму Сокіл стає членом нового складу Месників. Крім цього, у нього з'являється нова броня червоного відтінку, що нагадує класичний костюм Сокола з коміксів.
- Ентоні Макі виконав роль Сокола у фільмі «Людина-мураха».
- Ентоні Макі знову повторив Сокола у фільмі «Перший месник: Протистояння».[11]
- Також перебуває в команді Месників в мультсеріалі «Месники, загальний збір!»

### Пародії
Персонаж з'являється в одній із серій мультсеріалу «Робоцип». Він разом з іншими супергероями беруть участь в реаліті-шоу. Об'єктом пародії є расова приналежність Сокола.

## Критика та відгуки
У травні 2011 року Сокіл зайняв 96 місце в списку 100 найвеличніших героїв коміксів.